# Strofa heterometryczna
Strofa heterometryczna (strofa różnowersowa) – strofa składająca się z wersów o różnej długości. Dla tożsamości strofy ważna jest metryczna równoważność linijek, a nie tylko ich długość wyrażona w sylabach, dlatego strofa składająca się z wersów jambicznych pięciostopowych na przemian jedenastozgłoskowych żeńskich i dziesięciozgłoskowych męskich jest równowersowa, a nie różnowersowa. Podstawowymi strofami heterometrycznymi w literaturze polskiej są strofa stanisławowska, strofa mickiewiczowska, strofa saficka i strofa alcejska. Heterometryczne są zwrotki ballady Edwarda Leara The Owl and the Pussy-Cat.
The Owl and the Pussy-cat went to sea

 In a beautiful pea-green boat,

They took some honey, and plenty of money,

Wrapped up in a five-pound note.

The Owl looked up to the stars above,

And sang to a small guitar,

"O lovely Pussy! O Pussy, my love,

What a beautiful Pussy you are,

You are,

You are!

What a beautiful Pussy you are!"